# 寺島 (浜松市)
寺島（てらじま）は静岡県浜松市浜名区の大字。住居表示未実施。

## 地理
浜松市浜名区の東部、北浜地区の南部に位置する。東で中央区笠井上町、西で中条・横須賀・中央区中郡町、南で中央区笠井新田町、北で高畑及び東美薗と接する。

### 河川
- 高畑川
- 寺島川

## 歴史

### 町名の由来
付近に寺が多数あったことから。

### 沿革
- 1875年（明治8年） - 長上郡寺島村が寺島新田村及び打上村を編入する。
- 1889年（明治22年）4月1日 - 町村制の施行により、寺島村が周辺の村と合併し、長上郡美島村となる[WEB 8]。旧村名は美島村の大字として残る[WEB 9]。
- 1896年（明治29年）4月1日 - 郡制の施行により、美島村の所属郡が浜名郡に変更となる。
- 1908年（明治41年）1月1日 – 美島村と平貴村の一部が合併し、北浜村となる。
- 1956年（昭和31年）4月1日 – 北浜村が周辺の町村と合併して浜北町となる。
- 1963年（昭和38年）7月1日 – 浜北町が市制施行して浜北市となる。
- 2005年（平成17年）7月1日 – 浜北市外10市町村が浜松市に編入される。
- 2007年（平成19年）4月1日 - 浜松市が政令指定都市となる。寺島は浜北区の一部となる。
- 2024年（令和6年）1月1日 - 浜松市の行政区再編により、寺島は浜名区の一部となる。

## 施設
- 浜松市立北浜南幼稚園
- 社会福祉法人育徳会 幼保連携型認定こども園 あゆみの森こども園
- 浜松市北浜南部協働センター
- 静岡県温室農協浜松支所
- ユニオンパーツ工業 本社・本社工場
- ラッキーコール産業有限会社 本社
- セブン-イレブン浜北寺島店
- 寺島南公園
- 寺島北公園
- 南崎公園
- 西隠寺公園
- 臨済宗方広寺派 松源山 西隠寺
- 臨済宗方広寺派 大伝寺
- 日蓮宗 圓詔山 妙教寺
- 神明宮
- 八幡宮

## 交通

### バス
- 浜松市浜北コミュニティバス北浜麁玉線（循環・東コース）：（浜北駅 方面 - ）若草団地 - 北浜南幼稚園 - 北浜南部協働センター（ - 浜北駅 方面）
  - 浜松バスに委託
  - 水・土曜運行、年末年始は運休

### 道路
- 静岡県道45号天竜浜松線
- 静岡県道311号小松笠井線

## その他

### 学区
小学校・中学校の学区は以下の通りである。
- 浜松市立北浜南小学校（高畑東町内会は浜松市立北浜小学校）
- 浜松市立北浜中学校

### 警察
警察の管轄区域は以下の通りである。
| 番・番地等 | 警察署     | 交番・駐在所 |
| ---------- | ---------- | ------------ |
| 全域       | 浜北警察署 | 小松交番     |

### 消防
消防の管轄区域は以下の通りである。
| 番・番地等 | 消防署     | 本署/出張所 |
| ---------- | ---------- | ----------- |
| 全域       | 浜北消防署 | 本署        |

### WEB
1. ↑  “h02_22.csv”.   総務省 (2022年2月10日). 2024年10月18日閲覧。
2. ↑  “静岡県浜松市浜北区寺島 (221360060)｜国勢調査町丁・字等別境界データセット”.   人文学オープンデータ共同利用センター. 2024年10月28日閲覧。
3. ↑  “静岡県 浜松市浜名区 寺島の郵便番号 - 日本郵便”.   日本郵便. 2024年10月18日閲覧。
4. ↑  “市外局番の一覧”.   総務省 (2022年3月1日). 2024年10月18日閲覧。
5. ↑  “事業所案内及び管轄地域（事務所3件、分室3件）”.   一般社団法人静岡県自動車会議所. 2024年10月18日閲覧。
6. ↑  “住居表示実施状況／浜松市”.   浜松市 (2024年1月4日). 2024年10月18日閲覧。
7. ↑  “解説ページ”.   株式会社エア. 2024年12月10日閲覧。
8. ↑  “historyofcities.pdf”.   静岡県総務部合併推進室・財団法人静岡県市町村振興協会. 2024年10月18日閲覧。
9. ↑  “解説ページ”.   株式会社エア. 2024年10月18日閲覧。
10. ↑  “学校名から探す／浜松市”.   浜松市 (2024年1月1日). 2024年10月18日閲覧。
11. ↑  “小松交番｜静岡県警察”.   静岡県警察 (2024年1月1日). 2024年10月18日閲覧。
12. ↑  “消防署の町別管轄「て」／浜松市”.   浜松市 (2023年4月3日). 2024年10月18日閲覧。